# Calappa hepatica
Calappa hepatica är en kräftdjursart som först beskrevs av Carl von Linné 1758.  Calappa hepatica ingår i släktet Calappa och familjen Calappidae. Inga underarter finns listade i Catalogue of Life.

## Bildgalleri

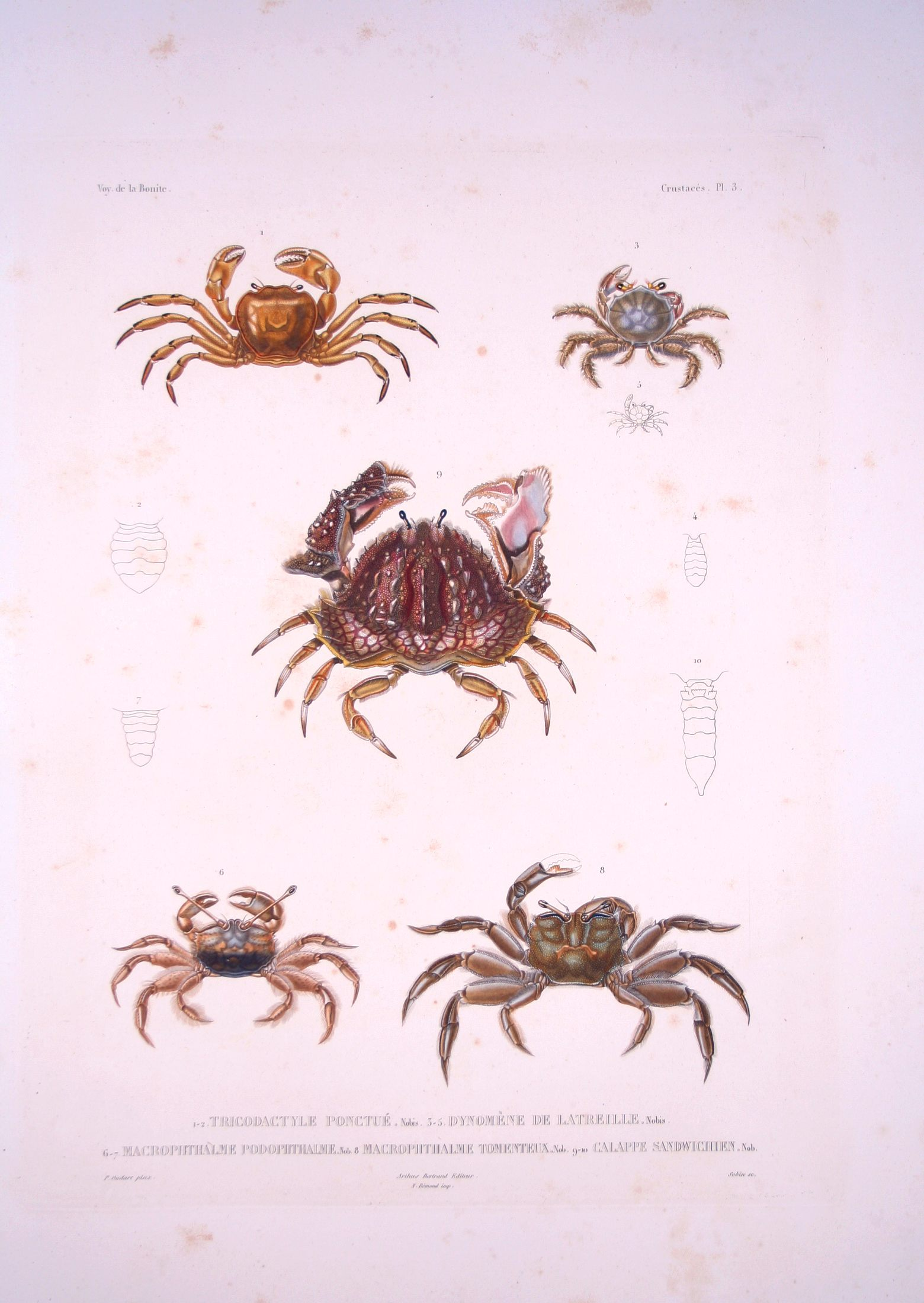
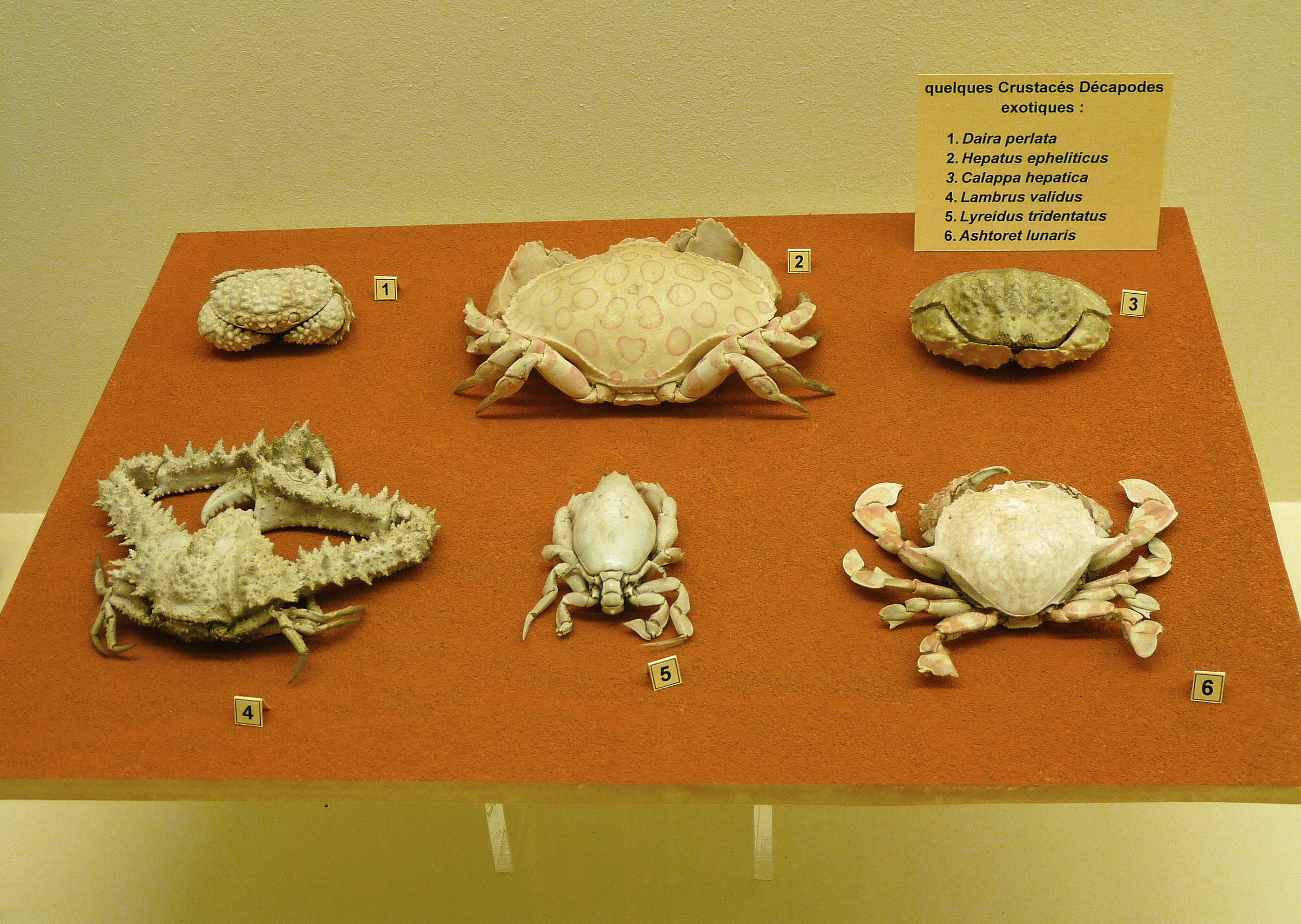